# Ті, що йдуть за обрій
«Ті, що йдуть за обрій» — радянський телевізійний художній фільм 1972 року режисера Миколи Калініна.

## Сюжет
Екранізація повісті Олега Куваєва «Птах капітана Росса» (1968) про проблеми пошуку людиною свого призначення в житті, набуття нею вміння і волі «жити за мрією». У ній розповідається історія пошуку місць проживання легендарної рожевої чайки молодою людиною, яка швидко втрачає зір в результаті гірськолижної травми, яка призвела до повного краху її спортивної кар'єри. Одночасно з написанням сценарію фільму і сама повість зазнала глибокої переробки і надалі виходила в новому, розширеному вигляді під назвою «Потрійний полярний сюжет».

## У ролях
- Іван Гаврилюк —  Саша Івакін
- Ірина Азер —  Олена
- Микола Крюков —  Іван Нікодимич Шульман
- Валентин Нікулін —  Микола Шаваносов
- Еммануїл Віторган —  незнайомець Сергій
- Юрій Гончаров —  Прозорий
- Микола Кузьмін —  Сапсегай
- Едуард Гарячий  вертольотчик Вітя Ціппер
- Аркадій Пишняк —  Пом'яе
- Борис Владомирський — Сергій Сергійович
- Володимир Козел —  лікар-офтальмолог
- Ігор Комаров —  епізод
- Микола Смирнов — директор школи
- Сергій Хитрик —  епізод
- Євген Чемодуров —  Хевельов
- Наталія Чемодурова —  вдова вертолітника
- Сергій Полежаєв —  співробітник морського управління
- Валерій Келле-Пелле —  шофер
- Павло Кормунін —  Прохоров
- Марина Бойцова —  Анютка
- Олексій Батигін —  Сапсегай в молодості
- Геннадій Овсянников —  евенк на аеродромі
- Степан Хацкевич —  епізод

## Знімальна група
- Режисер — Микола Калінін
- Сценарист — Олег Куваєв
- Оператор — Дмитро Зайцев
- Композитор — Станіслав Пожлаков
- Художник — Юрій Альбицький